# 120P/Mueller
La comète Mueller 1, officiellement 120P/Mueller 1, est une comète périodique du système solaire, découverte le 18 octobre 1987 par Jean Mueller à l'observatoire du Mont Palomar en Californie.